# Liste der Kulturdenkmale in Oersberg
In der Liste der Kulturdenkmale in Oersberg sind alle Kulturdenkmale der schleswig-holsteinischen Gemeinde Oersberg (Kreis Schleswig-Flensburg) und ihrer Ortsteile aufgelistet (Stand: 19. Mai 2025).

## Legende
In den Spalten befinden sich folgende Informationen:
- Objekt-ID: die Nummer des Kulturdenkmales
- Lage: die Adresse des Kulturdenkmales und die geographischen Koordinaten. Kartenansicht, um Koordinaten zu setzen. In der Kartenansicht sind Kulturdenkmale ohne Koordinaten mit einem roten Marker dargestellt und können in der Karte gesetzt werden. Kulturdenkmale ohne Bild sind mit einem blauen Marker gekennzeichnet, Kulturdenkmale mit Bild mit einem grünen Marker.
- Offizielle Bezeichnung: Bezeichnung des Kulturdenkmales
- Beschreibung: die Beschreibung des Kulturdenkmales
- Bild: ein Bild des Kulturdenkmales

## Sachgesamtheiten
| Objekt-ID      | Lage                                               | Offizielle Bezeichnung | Beschreibung | Bild                             |
| -------------- | -------------------------------------------------- | ---------------------- | --- | -------------------------------- |
| 40173 Wikidata | Toestorf 4, 4-6 (54° 40′ 14″ N, 9° 50′ 38″ O)      | Gut Toestorf           | Gut Toestorf; seit dem 13. Jh. nachgewiesen; erhaltener Hochbaubestand 1765–68, von Tobias Wendel; Gutsanlage bestehend aus Gutsinsel mit Hofplatz, darauf Herrenhaus mit Nebengebäude, ringförmigem Gutsgraben und drei befestigten Zufahrtdämmen - Begründung: geschichtlich, künstlerisch, städtebaulich, Kulturlandschaft prägend - Schutzumfang: Herrenhaus (Toestorf 4), Nebengebäude (Toestorf 6), Gutsinsel mit Hofplatz, Grabenanlagen, Dämme zur Gutsinsel (Toestorf 4-6) | weitere Fotos \| Fotos hochladen |
| 40964 Wikidata | Toestrup 4, Toestrup (54° 40′ 14″ N, 9° 50′ 43″ O) | Kirche St. Johannes    | Aktualisierung vorgesehen - Begründung: geschichtlich, künstlerisch, städtebaulich, Kulturlandschaft prägend - Schutzumfang: Kirche St. Johannes mit Ausstattung, Glockenhaus, Kirchhof, Grabmale bis 1870, Kirchhofspforte, Nebenpforte, Lindenkranz (Toestrup); Pastorat (Toestrup 4) | weitere Fotos \| Fotos hochladen |

## Bauliche Anlagen
| Objekt-ID     | Lage                                     | Offizielle Bezeichnung              | Beschreibung | Bild                             |
| ------------- | ---------------------------------------- | ----------------------------------- | --- | -------------------------------- |
| 974 Wikidata  | Toestorf 4 (54° 40′ 14″ N, 9° 50′ 38″ O) | Gut Toestorf: Herrenhaus            | Das Herrenhaus wurde von 1765 bis 1768 für den Landrat Friedrich von Rumohr nach Plänen von Tobias Wendler erbaut. eingeschossiger, elfachsiger Backsteinbau auf hohem Souterrain, Eckrustika und halb abgewalmtem Mansarddach, Mittelrisalit mit Pilastergliederung, vorgelagerte Terrasse mit Freitreppe; im Inneren Vestibül, historische Raumgliederung mit Stuck von Bockendahl, Souterrain mit Kreuzgewölben - Begründung: geschichtlich, künstlerisch, städtebaulich, Kulturlandschaft prägend - Schutzumfang: Herrenhaus, - Denkmaltyp: Bauliche Anlage, Sachgesamtheit: Gut Toestorf | weitere Fotos \| Fotos hochladen |
| 24282         | Toestrup 3 (54° 40′ 15″ N, 9° 50′ 41″ O) | Gasthaus Toestrup                   | Gasthaus Toestrup; Mitte 19. Jh.; ehem. Kirchspielkrug, Lage unmittelbar gegenüber der Kirche, eingeschossiger Putzbau mit sieben Achsen, schiefergedecktes Halbwalmdach, rustizierte Ecklisenen, mittig firsthoher Zwerchgiebel - Begründung: geschichtlich, städtebaulich, Kulturlandschaft prägend - Schutzumfang: gesamtes Objekt - Denkmaltyp: Bauliche Anlage | Fotos hochladen                  |
| 5140 Wikidata | (54° 40′ 13″ N, 9° 50′ 43″ O)            | Kirche St. Johannes mit Ausstattung | Die evangelische Kirche wurde ursprünglich im 12. Jahrhundert erbaut. In den Jahren 1788 bis 1792 wurde die Kirche umgebaut. Der Dachreiter wurde von 1886 bis 1887 errichtet. Der Schnitzaltar stammt aus dem Jahr 1520. Der Taufengel stammt ursprünglich aus Kappeln, er wurde 1759 erstellt. Alteintragung (Aktualisierung vorgesehen) - Begründung: geschichtlich, künstlerisch, städtebaulich - Schutzumfang: Kirche St. Johannes mit Ausstattung, Glockenhaus - Denkmaltyp: Bauliche Anlage, Sachgesamtheit: Kirche St. Johannes                                                       | weitere Fotos \| Fotos hochladen |

## Gründenkmale
| Objekt-ID      | Lage                                   | Offizielle Bezeichnung | Beschreibung | Bild                             |
| -------------- | -------------------------------------- | ---------------------- | --- | -------------------------------- |
| 22996 Wikidata | Toestrup (54° 40′ 13″ N, 9° 50′ 45″ O) | Kirchhof               | Alteintragung (Aktualisierung vorgesehen) - Begründung: geschichtlich, Kulturlandschaft prägend - Schutzumfang: Kirchhof, Grabmale bis 1870, Kirchhofspforte, Nebenpforte, Lindenkranz - Denkmaltyp: Gründenkmal, Sachgesamtheit: Kirche St. Johannes | Fotos hochladen                  |
| 42767          | Toestrup (54° 40′ 14″ N, 9° 50′ 40″ O) | Doppeleiche            | Doppeleiche; 1898; zum 50-jährigen Jubiläum der Schleswig-Holsteinischen Erhebung gepflanzt; mit Gedenkstein - Begründung: geschichtlich, wissenschaftlich, städtebaulich - Schutzumfang: Doppeleiche, Gedenkstein - Denkmaltyp: Gründenkmal          | weitere Fotos \| Fotos hochladen |

## Quelle
- Liste der Kulturdenkmale in Schleswig-Holstein – Kreis Schleswig-Flensburg

- Karte mit allen Koordinaten:
- OSM |
- WikiMap